# Anna (videogioco)
Anna è un videogioco sviluppato dalla software house indipendente italiana Dreampainters e pubblicato per Microsoft Windows e macOS il 16 luglio 2012. Si tratta di un'avventura grafica punta e clicca con visuale in prima persona, di genere horror, ambientata in Valle d'Aosta, in una segheria in disuso fra Champoluc e Périasc, in cui il giocatore dovrà affrontare delle antiche leggende.

## Trama
L'ambiente del gioco si presenta come una cascina disabitata. Il personaggio dovrà risolvere enigmi per arrivare a due possibili finali. Il gioco è tratto da alcune leggende locali. Durante l'esperienza del giocatore ci si troverà davanti a un bivio: quando si riceve la "chiave di Anna" (data dalla sagoma ricalcata in rosso nella soffitta, dopo averla risvegliata) si potrà scegliere se aprire la porta che vi porterà al balcone, oppure entrare nella botola che emana luce. Entrando nella botola ci si troverà in un fitto sistema di gallerie sotterranee. Dopo aver risolto gli enigmi, che ancora racchiudono il luogo, ci si troverà di fronte alla statua di Anna.

## Accoglienza
| Testata                         | Giudizio                                 |
| ------------------------------- | ---------------------------------------- |
| Metacritic (media al 18-5-2021) | PC: 55/100 PC (Extended Edition): 75/100 |
| AdvgGamers                      | 2/5                                      |
| Destructoid                     | 3,1/10                                   |
| IGN                             | 5,5/10                                   |
| Videogamer.com                  | 5/10                                     |

Anna ha ricevuto recensioni contrastanti dalla critica. La grafica, la storia e il suono sono stati elogiati, ma il gioco è stato criticato per la scarsa chiarezza della sua narrativa, la complessità della sua interfaccia e la difficoltà dei suoi enigmi. Gli elementi horror sono stati sia elogiati che criticati da diverse recensioni; IGN ha affermato che la mancanza di morte avesse rimosso ogni senso di minaccia, mentre Zero Punctuation ha elogiato l'orrore ma ha affermato che l'immersione fosse stata interrotta dalla necessità di una procedura dettagliata. Ha ricevuto un punteggio di 55/100 su Metacritic.